# Iferhounène
Iferhounène (în arabă افرحونن) este o comună din provincia Tizi Ouzou, Algeria.
Populația comunei este de 12.460 de locuitori (2008).